# Marcipa carcassoni
Marcipa carcassoni là một loài bướm đêm trong họ Erebidae.